# Castello di Bivona (Vibo Valentia)
Das Castello di Bivona ist eine Burgruine aus dem 12. oder 13. Jahrhundert in Bivona, einem Ortsteil von Vibo Valentia in der italienischen Region Kalabrien.

## Geschichte und Beschreibung
Das Castello di Bivona wurde Anfang des 13. Jahrhunderts, nach einigen Quellen bereits Anfang des 12. Jahrhunderts errichtet. Das Gelände, auf dem die Burgruine steht, unterscheidet sich heute durch Industrieansiedlungen deutlich vom Zustand beim Bau der Burg.
Die Burgruine hat einen regelmäßigen, leicht trapezförmigen Grundriss und zylindrische Türme ohne Anschrägung, die an den Ecken hervorspringen. Die Mauern der Kurtine sind mit Anschrägungen versehen, über denen sich in unterschiedlichen Höhen verschiedene Fensteröffnungen befinden.
Die Türme sind im Allgemeinen gut erhalten, mit Ausnahme des Nordturms, der fast vollständig eingestürzt ist. Im Inneren der Burg erhebt sich ein rechteckiges Gebäude mit zwei Stockwerken, von dem nur noch einige Teile erhalten sind. Die Wasserversorgung der Burg wurde möglicherweise ursprünglich durch eine Zisterne gesichert.
Die Burg diente im gesamten 15. Jahrhundert als Festung. Das Gebäude im Inneren wurde umgebaut: Im Erdgeschoss erhielt es auf der Schmalseite breitere Fenster. Im 16. Jahrhundert ging das Castello di Bivona in den Besitz der Pignatellis, der neuen Herren von Monteleone, über, (erinnerlich ist der Prozess, der von zahlreichen Bürgern, an deren Spitze die Barone Lombardi Satriani aus Porto Salvo standen, angestrengt wurde, die bis zur Abschaffung des Feudalwesens den Besitz sowohl der Stadt als auch des umgebenden Territoriums bei den höchsten Gerichten des Königreiches bestritten) die es zu einer Zuckerfabrik umbauen. Im Ostturm befand sich die Mühle für die Zuckerrüben.
Von den Mühlenanlagen ist heute im Turm nur noch die Düse erhalten, die das Wasser auf die Mühlsteine leitete. Der Niedergang der Zuckerherstellung begann in den 1610er-Jahren.
Die Burg ist heute aufgelassen. 1969 wurde die südwestliche Kurtine vermauert. Im selben Jahr wurde die Südecke des inneren Gebäudes saniert.